# Бастилья
Бастилья (итал. Bastiglia) —  коммуна в Италии, располагается в регионе Эмилия-Романья, подчиняется административному центру Модена.
Население составляет 3345 человек, плотность населения составляет 335 чел./км². Занимает площадь 11 км². Почтовый индекс — 41030. Телефонный код — 059.
15 августа в коммуне особо отмечается Вознесение Девы Марии — католический праздник, нерабочий день.